# 変身3部作
「変身3部作」（へんしんさんぶさく）は、2004年1月から6月にかけて放送されたテレビアニメ（UHFアニメ）。
『超変身コス∞プレイヤー』『ヒットをねらえ!』『LOVE♥LOVE?』の3作品からなる。これらは制作元であるm.o.e.のWebサイトで「変身3部作」と呼ばれており、その名のとおりそれぞれの作品が相互に関連していることから、3作品で一つであると言える。このことを勘案して、これら3作品について本項でまとめて扱う。

## 概要
『超変身コス∞プレイヤー』『ヒットをねらえ!』『LOVE♥LOVE?』の変身3部作は、2004年1月から6月にかけて『A15』枠内で放送された。また、『A15』枠と一体となって放送された『R15』枠では、一つ前の作品が再放送された。詳細は『A15』の項目を参照。
これら3作品は、劇中で登場する特撮番組である『超変身コス∞プレイヤー』を3つの視点から描くという独特の構想で制作されたコメディ作品である。すなわち、
超変身コス∞プレイヤー
視聴者の視点から見た『超変身コス∞プレイヤー』という劇中番組そのものを描いた作品。なお、その視点からは前後のつながりが破綻しがちで支離滅裂な内容を持った番組であることを印象付けるように描かれている。なお、後付けではあるが、アニメで放送された内容は劇中劇のダイジェスト版であるという設定が示されている。
ヒットをねらえ!
制作者の視点から見た『超変身コス∞プレイヤー』という色物企画の特撮番組の制作過程を描いた作品。同番組の制作にあたり、局上層部やスポンサー等関連会社、芸能事務所などに振り回される現場の苦労がコメディ調に描かれている。
LOVE♥LOVE?
出演者・原作者の視点から見た『超変身コス∞プレイヤー』における内部の人間関係を描いた作品。お色気満載のラブコメ調ながら、登場キャラクターが色仕掛けによる出番獲得を試みたり、スキャンダルに巻き込まれたりと、かなりドロドロとした部分も描かれている。
というものである。
なお、各作品のDVD版には収録されている本編に前後した内容の追加エピソードが収録されている。
3作にはお色気要素がこれでもかと盛り込まれている。登場人物はドジ少女、お姉様、お嬢様、ロリ、オタク少女等々、オタクにウケそうな筋はあらかた押さえており、時にはかなり過激なエロ描写も辞さないなど、サービス精神旺盛な作品でもある。また、各作品はDVD化にあたって4話ずつ未放送のオリジナルストーリーが追加されているが、これらは特典としてその方面のサービスがより強められた形となっている。
なお、『LOVE♥LOVE?』も当初は全8話の予定だったが（実際第8話はそれが最終回でも十分通じる内容である）、この作品のみ1話多い。これにあわせ、同時期の『R15』枠では『ヒット〜』の再放送全8話に加え、『コス∞プレイヤー』の「最終回」として新作の第9話が放送されている。また、この新作が放送されたという事実は、『LOVE〜』最終回の内容とリンクしている。
2013年5月15日にコンプリートBlu-ray BOXが発売された。

## あらすじ
超変身コス∞プレイヤー
コスプレ好きの女子高生である星野古都が、偶然邪神を復活させてしまい、その結果世界は魔物の徘徊する危機的状況に陥る。この状況を打破するため、彼女はコスモポリタンプレイヤー（略称：コス∞プレイヤー）と呼ばれる祈祷師（PrayerでありコスプレのPlayer（遊ぶ者）に引っ掛けている）の一人であるミコレイヤーとなり、仲間のコス∞プレイヤー達とともに敵と戦っていく。
ヒットをねらえ!
刑事ドラマが好きで、その制作に携わることを志望して宝竹に入社した生田美月に、プロデューサーとしての初仕事が任されることになった。しかし、それは刑事ものではなく色物企画の特撮番組『超変身コス∞プレイヤー』であった。そして、彼女はどこか釈然としないものを感じつつ、慣れない中、関係者の気まぐれや横車に振り回されながらも、必死に番組作りに邁進していくことになる。
LOVE♥LOVE?
堀興学園に通う大泉直人は、『超変身コス∞プレイヤー』の原作者を担当すると同時に、その立場を隠しつつ、出演者に密着してメイキングビデオを撮影する係を務めることとなった。それは、彼が好意を持っている同じクラスの八神菜摘がその番組に出演することになったからである。しかし、何故か彼は彼女以外の出演者の女性達からも次々と色っぽいアプローチを受けることになり、悶々としたバラ色の生活が始まることになる。

## 主な登場人物

### 俳優
「俳優名 / 『超変身コス∞プレイヤー』における役名」。または、複数の役名がある場合は「俳優名 / 変身前の役名 / 変身後の役名」など。
- 八神菜摘 / 星野古都 / ミコレイヤー - （声：松来未祐） - 堀興学園高等部3年生。 / 『超変身コス∞プレイヤー』主人公。赤の祈闘師。17歳。
- 桂木洋子 / スカーレット・チャーチ / シスタレイヤー - （声：小林沙苗） - 堀興学園高等部3年生。 / 青の祈闘師。20歳・イギリス出身。
- 城ヶ崎ヒカル / プリシラリヤ・シャマラン / サリーレイヤー - （声：大原さやか） - 堀興学園中等部3年生。 / 黄の祈闘師。15歳・インド出身。
- 今村さやか / レミューリア・シャリア / ラビアンレイヤー - （声：吉田真弓） - 堀興学園中等部3年生。いたずら好き。 / 紫の祈闘師。10歳・エジプト出身。高所恐怖症。
- 早坂みく / イコ・スー / ディアンレイヤー - （声：浅井清己） - 堀興学園高初等部6年生。 / 緑の祈闘師。13歳・アメリカ出身。
- 湖島美和 / イン / レイゲンレイヤー - （声：金田朋子）
- 児島美保 / ヨウ / レイゲンレイヤー - （声：金田朋子）
- 片桐恭平 / クルス・プリースト / 黒祈士（くろきし） - （声：櫻井孝宏）
- 立花冴 / 高天原日見香（たかあまはらひみか） / 黒巫女 - （声：那須めぐみ）
- 乾まつり / タキツヒメ / タの女（タのめ） - （声：清水香里）
- ノブナガ（下克上） / 黒之皇子（くろのみこ）・マの方 - （声：浪川大輔） - アイドルグループ下克上のメンバー。
- ヒデヨシ（下克上） / 黒之皇子・アの方 - （声：鈴村健一）
- ミツヒデ（下克上） / 黒之皇子・イの方 - （声：青木誠）
- イエヤス（下克上） / 黒之皇子・クの方 - （声：宮本充）
- 田宮俊太郎 / ISO幹部 / 天知刑事（刑事ドラマ『無常のライセンス』にて） - （声：中村秀利）
- ? / 犬助（いぬすけ） - （声：那須めぐみ） - - / プリシラリヤが連れている犬。

### スタッフなど
- 生田美月 - （声：能登麻美子） - 『ヒットをねらえ!』主人公。宝竹のプロデューサー。背の低さがコンプレックス。
- 大泉直人 - （声：宮野真守） - 『LOVE♥LOVE?』主人公。『超変身コス∞プレイヤー』原作者。堀興学園高等部3年生。目付きの悪さがコンプレックス。
- 久留米健治郎 - （声：草尾毅） - 美月の先輩のプロデューサー。嫌味だが根は真面目な性格。
- 谷川弥生 - （声：田口宏子） - 美月の後輩。宝竹版権部。
- 早川和美 - （声：笹島かほる） - テレビ太陽サイドのプロデューサー。
- かのうたつお - （声：石井隆夫） - カメラマン。
- 御木本真也 - （声：渡辺英雄） - 監督。
- 高原進三 - （声：宝亀克寿） - 脚本家。
- 萩島翔 - （声：木ノ下ぐみ） - 生田家の隣の少年。小学3年生。会うたびに美月のスカートをめくっている。
- 生田皐月 - （声：斉藤梨絵） - 美月の母。
- 生田清隆 - （声：風間勇刀） - 美月の兄。

### キャラクター名の由来
レイヤーのキャラクター名は、すべてスーパー戦隊シリーズのヒロイン名からきている。
- 八神菜摘=八神洋子（激走戦隊カーレンジャー）+志乃原菜摘（カーレンジャー）
- 桂木洋子=桂木ひかる（超電子バイオマン）+八神洋子（カーレンジャー）
- 城ヶ崎ヒカル=城ヶ崎千里（電磁戦隊メガレンジャー）+桂木ひかる（バイオマン）
- 今村さやか=今村みく（メガレンジャー）+渚さやか（電撃戦隊チェンジマン）
- 早坂みく=早坂アコ（鳥人戦隊ジェットマン）+今村みく（メガレンジャー）

また、久留米健治郎の名は、スタッフの久米憲司から来ている。

## 各話リスト
「DVD#」とあるものは、テレビ未放送。

### 超変身コス∞プレイヤー
| 話数  | サブタイトル / ＜邦題＞ | 脚本     | 絵コンテ       | 演出     | 作画監督          |
| ----- | --- | -------- | -------------- | -------- | ----------------- |
| TV#1  | ∞1 RED IMPACT / ＜赤の衝撃＞ | 荒川稔久 | 高橋丈夫       | 宍戸淳   | 菊池愛            |
| TV#1  | ∞2 REBIRTH OF THE DARK / ＜黒の復活＞ | 荒川稔久 | 高橋丈夫       | 郷敏治   | 菊池愛            |
| TV#2  | ∞3 PURPLE BEAM / ＜紫の光弾＞ | 荒川稔久 | 宍戸淳         | 宍戸淳   | 杉藤さゆり        |
| TV#2  | ∞4 THE CLEAR-HEADED GREEN / ＜緑の頭脳＞                                                                                                 | 荒川稔久 | 迫井政行       | 迫井政行 | 大島美和          |
| TV#3  | ∞7 YELLOW'S EXPLOSION / ＜黄の爆発＞ | 荒川稔久 | 迫井政行       | 清水一伸 | 菊池愛            |
| TV#3  | ∞8 PALE BLUE TEARDROP / ＜水色の涙＞ | 荒川稔久 | 郷敏治         | 郷敏治   | 菊池愛            |
| TV#4  | ∞11 YELLOW'S CRISIS / ＜黄の危機＞ | 荒川稔久 | 佐藤雄三       | 迫井政行 | 野口孝行          |
| TV#4  | ∞12 FIVE COLORS AGAIN / ＜五色再び＞ | 荒川稔久 | 佐藤雄三       | 迫井政行 | 野口孝行          |
| TV#5  | ∞15 DARK SENSATION / ＜漆黒の衝撃＞ | 村山桂   | 郷敏治         | 郷敏治   | 原将治            |
| TV#5  | ∞16 GRAYISH TRUTH / ＜灰色の真実＞ | 村山桂   | 宍戸淳         | 郷敏治   | 原将治            |
| TV#6  | ∞17 BEHIND THE CRIMSON SOLITUDE / ＜真紅の孤独＞                                                                                         | 村山桂   | 竹本玉三       | 横山広実 | 菊池愛            |
| TV#6  | ∞18 MYSTIC TREMBLE IN SILVER / ＜白銀の蠢動＞                                                                                            | 村山桂   | 竹本玉三       | 佐藤光敏 | 朴相辰            |
| TV#7  | ∞19 PALE LIGHT OF DECISION / ＜蒼白の決断＞                                                                                              | 村山桂   | 吉川博明       | 迫井政行 | 野口孝行          |
| TV#7  | ∞20 BROWN FIELD OF BATTLE / ＜褐色の戦場＞                                                                                               | 村山桂   | 吉川博明       | 迫井政行 | 野口孝行          |
| TV#8  | ∞21 FLAMING WILL / ＜紅蓮の遺言＞ | 村山桂   | 高橋丈夫       | 宍戸淳   | 石橋有希子        |
| TV#8  | ∞22 VIRGINS IN SHINING WHITE / ＜白衣の乙女＞                                                                                            | 村山桂   | 高橋丈夫       | 宍戸淳   | 石橋有希子        |
| DVD#1 | ∞5 DEFEAT OF RED / ＜赤い敗北＞ | 荒川稔久 | 高橋丈夫       | 清水一伸 | 原将治            |
| DVD#1 | ∞6 THE HOT SPRING IN PARADISE / ＜桃の秘湯（初号版）＞                                                                                   | 荒川稔久 | 高橋丈夫       | 迫井政行 |                   |
| DVD#2 | ∞9 HORRIBLE GREEN / ＜緑の旋律＞ | 伊坂秀喜 | 森田浩光       | 宍戸淳   | 山口真未          |
| DVD#2 | ∞10 VIOLET HAS SLEPT / ＜紫は眠る＞ | 伊坂秀喜 | 森田浩光       | 宍戸淳   | 原将治            |
| DVD#3 | ∞13 MOVIE TRAP / ＜銀幕の罠＞ | 伊坂秀喜 | 高橋丈夫       | 横山広実 | 石橋有希子        |
| DVD#3 | ∞14 DREAM CARNIVAL / ＜夢色の祭（初号版）＞                                                                                              | 伊坂秀喜 | 高橋丈夫       | 佐藤光敏 | 石橋有希子        |
| DVD#4 | THE COSMOPOLITAN PRAYERS THE MOVIE ＜劇場版「超変身コス∞プレイヤーVS暗黒宇宙将軍予告編」 劇場版「超変身コス∞プレイヤーVS暗黒宇宙将軍」＞ | 伊坂秀喜 | 田村しゅうへい | 夕澄慶英 | 石橋有希子 尹善奎 |

### ヒットをねらえ!
| 話数  | サブタイトル | 脚本     | 絵コンテ         | 演出            | 作画監督          |
| ----- | ------------ | -------- | ---------------- | --------------- | ----------------- |
| TV#1  | そんなー!    | 荒川稔久 | 高橋丈夫         | 迫井政行        | 野口孝行 山口真未 |
| TV#2  | うそだー!    | 荒川稔久 | 山川幸久         | 山川幸久        | 石橋有希子        |
| TV#3  | そうかー!    | 村山桂   | とよますたかひろ | 山川幸久        | 朴相辰            |
| TV#4  | おとこー!    | 村山桂   | 武蔵関太郎       | 佐藤光敏        | 菊池愛            |
| TV#5  | もえろー!    | 村山桂   | 玉井公子         | 迫井政行        | 野口孝行          |
| TV#6  | いやだー!    | 村山桂   | 山川幸久         | 郷敏治          | 石橋有希子        |
| TV#7  | ひとり…。    | 村山桂   | 玉井公子         | 佐藤光敏        | 朴相辰            |
| TV#8  | みんなー!    | 村山桂   | 玉井公子         | 松田清          | 菊池愛            |
| DVD#1 | やるぞー!    | 荒川稔久 | 高橋丈夫         | 松田清 横山広美 | 尹善奎 大島美和   |
| DVD#2 | おんなー!    | 村山桂   | 宍戸淳           | 宍戸淳          | 小泉初栄          |
| DVD#3 | まさかー!    | 村山桂   | 郷敏治           | 山川幸久        | 野口孝行          |
| DVD#4 | やっほー!    | 荒川稔久 | 宍戸淳           | 山川幸久        | 石橋有希子        |

### LOVE♥LOVE?
| 話数  | サブタイトル           | 脚本             | 絵コンテ | 演出     | 作画監督                   |
| ----- | ---------------------- | ---------------- | -------- | -------- | -------------------------- |
| TV#1  | 三月の濡れた砂         | 荒川稔久         | 高橋丈夫 | 迫井政行 | 小泉初栄                   |
| TV#2  | 六月-夢の国            | 荒川稔久         | 佐藤雄三 | 郷敏治   | 大塚美登里 広田知子        |
| TV#3  | 校庭にいない八月       | 荒川稔久         | 森田浩光 | 佐藤光敏 | 菊池愛                     |
| TV#4  | 九月の空               | 荒川稔久         | 高橋丈夫 | 迫井政行 | 大島美和                   |
| TV#5  | 男はそれを我慢できない | 村山桂           | 宍戸淳   | 宍戸淳   | 石橋有希子                 |
| TV#6  | 知られすぎていた男     | 荒川稔久         | 森田浩光 | 佐藤光敏 | 大塚美登里                 |
| TV#7  | 愛と追憶の日々         | 荒川稔久         | 郷敏治   | 松田清   | 李時日文                   |
| TV#8  | わが青春に悔なし       | あらかわまさのぶ | 高橋丈夫 | 郷敏治   | 小泉初栄                   |
| TV#9  | 嵐の中で輝いて         | 村山桂           | 高橋丈夫 | 迫井政行 | 菊池愛                     |
| DVD#1 | 七月の狂詩曲           | 花菱奇子         | 宍戸淳   | 山川幸久 | 野口孝行                   |
| DVD#2 | 九月になれば           | 荒川稔久         | 玉井公子 | 松田清   | 渡辺和夫                   |
| DVD#3 | 地獄に堕ちた女優ども   | 村山桂           | 玉井公子 | 山川幸久 | 玉井公子                   |
| DVD#4 | 歴史は女で作られる     | 村山桂           | 宍戸淳   | 宍戸淳   | 渡辺和夫 玉井公子 李時日文 |

## スタッフ
- 企画・原作 - m.o.e.、IMAGIN、スタジオライブ
- 原案 - 久米憲司、荒川稔久、大島美和、松村やすひろ
- 監督 - 高橋丈夫
- シリーズ構成 - 荒川稔久
- キャラクターデザイン・総作画監督 - 大島美和
- 美術デザイン - 中村光毅
- 美術監督 - 宮前光春
- 色彩設計 - 中村近世
- 撮影監督 - 天花寺伸宏
- 編集 - 田熊純
- 音楽 - 佐橋俊彦
- 音楽ディレクター - 澁谷知子、小川敬一
- 音響監督 - 高桑一
- エグゼクティブプロデューサー - 久米憲司
- プロデューサー - 酒井明雄、芦田豊雄、あらかわまさのぶ
- アニメ制作 - IMAGIN、スタジオライブ

## 主題歌
超変身コス∞プレイヤー
オープニングテーマ「超変身! コス∞プレイヤー」
作詞 - 荒川稔久 / 作曲・編曲 - 佐橋俊彦 / 歌 - colors
エンディングテーマ「未来への約束」
作詞 - わたなべもも / 作曲 - 青野ゆかり / 編曲 - 有坂光弘 / 歌 - 亜波根綾乃
挿入歌「祈りの歌」
歌 - rainbow colors
ヒットをねらえ!
オープニングテーマ「ヒットをねらえ!」
作詞 - 荒川稔久 / 作曲・編曲 - 佐橋俊彦 / 歌 - 能登麻美子
エンディングテーマ「届けたい夢」
作詞 - わたなべもも / 作曲・編曲 - 有坂光弘 / 歌 - 亜波根綾乃
LOVE♥LOVE?
オープニングテーマ「（LOVE）∞」
作詞 - 荒川稔久 / 作曲 - 佐橋俊彦 / 歌 - 松来未祐、小林沙苗、大原さやか、吉田真弓、浅井清己
エンディングテーマ「ONLY YOU」
作詞 - わたなべもも / 作曲 - 丸山武彦 / 編曲 - 有坂光弘 / 歌 - 亜波根綾乃
『A15』枠での初回放送では、いずれの作品もオープニングを省略し、エンディングのみとなっていた（「LOVE♥LOVE?」の最終話を除く。この回はEDを流した後おまけ的にOPを流していた）。『R15』枠で再放送する際には逆にエンディングを省略し、オープニングが追加された。なお、CS局AT-Xでの再放送はOP&EDありの正式版が使われている。
『A15』で『ヒットをねらえ!』第1話が放送された際、初めて前作『超変身コス∞プレイヤー』が劇中劇であると判明したのだが、その回の『R15』で初公開された『コス∞プレイヤー』のオープニングは、スタッフや制作会社の表記がことごとく『ヒット』の作中人物名・会社名になっており、劇中劇であることが更に強調されていた。
『コス∞プレイヤー』オープニング主題歌を歌うcolorsとは、主役を演じる5人からなるユニットである。
主題歌CDはオープニング曲とエンディング曲を集めた構成となっており、「コス∞ヒット!LOVE OPコレクション」「コス∞ヒット!LOVE EDコレクション」として発売されている。

## 放送局
| 放送地域 | 放送局     | 放送期間                | 放送日時           | 放送系列  | 備考 |
| -------- | ---------- | ----------------------- | ------------------ | --------- | ---- |
| 神奈川県 | tvk        | 2004年1月12日 - 6月28日 | 月曜 24:05 - 24:20 | 独立UHF局 |      |
| 兵庫県   | サンテレビ | 2004年1月12日 - 6月28日 | 月曜 25:25 - 25:40 | 独立UHF局 |      |

その他、ネット配信サービスも実施。